# Le Banquet (téléfilm)
Pour les articles homonymes, voir Le Banquet.
Le Banquet est un téléfilm franco-italien réalisé par Marco Ferreri, diffusé en 1989.
C'est l'adaptation du dialogue éponyme de Platon.

## Synopsis
Lors d'une réception, chaque convive est invité à faire un éloge de l'amour.

## Fiche technique
- Réalisation : Marco Ferreri
- Scénario : Marco Ferreri, Radu Mihaileanu, Monique Canto d'après Le Banquet de Platon
- Durée : 78 minutes

## Distribution
- Jean Benguigui : Apollodore
- Lucas Belvaux : Phèdre
- Philippe Léotard : Socrate
- Christian Berthelot : Glaucon
- Farid Chopel : Agathon
- Renato Cortesi : Pausanias
- Jean-Pierre Kalfon : Éryximaque
- Philippe Khorsand : Aristophane
- Patrice Minet : Aristodème
- Irène Papas : Diotime
- Roger Van Hool : Alcibiade
- Cédric Dumond : l'esclave barbier